# Radio Nova
Radio Nova è una radio FM musicale francese, fondata e diretta dal 1981 da Jean-François Bizot. Radio Nova esistono anche in altri paesi europei come ad esempio in Finlandia.

## Presentazione
Nel corso della sua storia, Radio Nova, nata come underground all'inizio, ha accompagnato l'emergere di numerosi movimenti musicali: l'hip-hop, la world music, la musica elettronica ecc. Oggi secondo il suo slogan la sua programmazione è un grand mix.
La stazione ha accolto numerosi animatori della vita notturna parigina: David Blot (Blot Job), Ivan Smagghe (con la sua rivista musicale Test), Rémy Kolpa-Kopoul (Les Voyages Improbables e PérégriNova), Édouard Baer (la Grosse Boule, Secrets de femmes), Frédéric Taddei ( Aujourd'hui, j'ai lu pour vous), Ariel Wizman (la Grosse Boule, Cocktail Time), Jean Croc (Cocktail Time, le Pudding con Nicolas Errèra), Aline Afanoukoé (le Novamix, les Nuits Zébrées), Philippe Vecchi (le Nova Club), Jamel Debbouze (Le K-X, Le Cinéma de Jamel), Nicolas Saada (Nova fait son cinéma). E ancora, artisti come Omar et Fred, Jean-Yves Lafesse, Laurent Garnier, Dj Deep, Manu Le Malin, Dee Nasty, Black Sifichi, Dj Gilb'r… sono stati animatori della radio. Frequentavano l'emittente anche scrittori come, Philippe Di Folco, Camille de Tolédo, psicoanalisti come Henri Chapier o animatori come Patrick Thévenin, Emmanuel de Brantes, Marc-Alexandre Millanvoye…
La radio fa parte del gruppo Nova Press, che pubblicò anche un mensile,Nova Magazine successivamente diretto da Patrick Zerbib, Catherine Nerson, Vincent Borel e Jacques Massadian, e che possiede un'etichetta discografica (Nova Records) e la stazione TSF Jazz (Parigi 89,9 MHz). Nova magazine ha interrotto la sua pubblicazione nel dicembre 2004, dopo 10 anni di vita.

## Frequenze
- Agen : 100.3 MHz (dal 1º luglio 2007: "Radio Nova Sauvagine")
- Angers : 89.6 MHz
- Beauvais : 101.5 MHz (dal 4 settembre 2007)
- Bordeaux : 94.9 MHz (dal 1º luglio 2007: "Radio Nova Sauvagine")
- Boulogne-sur-Mer : 88.3 MHz
- Brest : 100.2 MHz (dal 13 maggio 2007)
- Clermont-Ferrand : 102.9 MHz (dal 23 settembre 2007)
- Dreux : 96.8 MHz
- Limoges : 107.2 MHz
- Marsiglia : 105.7 MHz (dall'8 settembre 2006)
- Melun : 96.6 MHz (dal 4 settembre 2007)
- Montpellier : 92.4 MHz
- Nantes : 87.8 MHz
- Parigi : 101.5 MHz
- Pau : 90.2 MHz

## Streaming
- Sito web Radio Nova, su novaplanet.com. URL consultato il 13 gennaio 2008 (archiviato dall'url originale il 25 gennaio 1999).
- Trasmissioni in live streaming (MP3), su broadcast.infomaniak.net. URL consultato il 13 gennaio 2008 (archiviato dall'url originale il 4 ottobre 2013).